# نبرد رابائول (۱۹۴۲)
نبرد رابائول (انگلیسی: Battle of Rabaul) یکی از نبردهای جنگ اقیانوس آرام بود.